# Affrontements de mai 2023 entre Gaza et Israël
Conflit israélo-palestinien
Les affrontements de mai 2023 entre Gaza et Israël sont survenus le 9 mai 2023 lorsqu'Israël a mené une série de frappes aériennes sur la bande de Gaza, appelée opération Bouclier et Flèche (en hébreu מבצע מגן וחץ) qui a duré jusqu'au 13 mai. Cette opération a commencé lorsque l'armée israélienne a tué trois dirigeants présumés du mouvement Jihad islamique palestinien (JIP) lors d'un assassinat ciblé. Dix civils ont également été tués. L'attaque surprise est survenue une semaine après la mort du gréviste de la faim Khader Adnan (en), qui avait été lié au JIP, dans une prison israélienne, menant à une journée d'attaques à la roquette depuis Gaza qu'Israël a imputées au JIP avant qu'un cessez-le-feu ne soit convenu,.
Plus tard le 9 mai, deux palestiniens ont été tués lors d'une frappe aérienne contre un véhicule à Khan Younès. Les frappes aériennes israéliennes sur Gaza se sont poursuivies le 10 mai, tuant six autres palestiniens. Les militants ont lancé des centaines de roquettes sur Israël, plus de 938 selon Tsahal, dans ce que les militants palestiniens ont appelé l'opération Revenge of the Free (en arabe عملية ثأر الأحرار),,. Le FPLP a revendiqué la mort de 4 personnes le 10 mai. Le 11 mai, deux autres commandants du JIP ont été tués lors de frappes aériennes, tandis que le nombre de morts des raids précédents est passé à au moins 26. Les roquettes et les frappes aériennes se sont poursuivies le 12 mai tandis que les efforts se poursuivent en vue d'un cessez-le-feu. Un autre haut responsable du JIP et son assistant ont été tués, faisant au total 34 morts palestiniens (dont un en Israël) et 1 israélien.

## Contexte
Le 2 mai 2023, Khader Adnan, ancien porte-parole du JIP, est mort dans une prison israélienne après une grève de la faim de 87 jours contre ses détentions administratives répétées. En réponse, plus tard le même jour, des militants de l'organisation du Jihad islamique palestinien ont lancé environ 102 roquettes en direction de Sdérot, des communautés de la périphérie de Gaza et du sud d'Israël. Sept personnes ont été blessées à Sdérot dans l'une de ces attaques.
Pendant une semaine, Israël s'est abstenu de répondre aux tirs de roquettes depuis la bande de Gaza jusqu'au 9 mai, date à laquelle l'opération a commencé, rompant un cessez-le-feu qui avait été précédemment convenu entre Israël et des groupes palestiniens le 3 mai à la suite d'une moindre flambée de violence après la mort d'Adnan.
Selon Al-Nakhalah, après le cessez-le-feu, l'armée israélienne s'est engagée à cesser d'assassiner des commandants,,.

## Déroulement

### Bombardements israéliens
Quarante avions militaires ont effectué un bombardement surprise en violation d'un cessez-le-feu qui avait été mis en place pour réprimer les échanges de tirs à travers la frontière. Le bombardement a commencé à 2 h 0 du matin, heure locale, le 9 mai 2023 et a duré environ deux heures. Des témoins ont rapporté que l'attaque visait un appartement au dernier étage de la ville de Gaza et une maison à Rafah. Le ministère palestinien de la Santé a confirmé la mort de 13 personnes à la suite de l'attaque. Parmi les victimes figuraient trois commandants, leurs épouses, plusieurs enfants et d'autres passants. De plus, 20 personnes ont été blessées lors des frappes aériennes.
Le consulat russe à Ramallah a publié un rapport indiquant qu'un citoyen russe, qui travaillait comme dentiste et résidait sur place, figurait parmi les personnes tuées. La femme et le fils du dentiste ont également perdu la vie. Plus tard, à Khan Younès, deux palestiniens ont été tués dans une frappe aérienne visant un véhicule. Cet incident s'est produit plusieurs heures après le bombardement initial.

### Réponse palestinienne et conséquences
Les militants palestiniens ont répondu à l'attaque en lançant des centaines de roquettes sur Israël, plus de 938 selon Tsahal, dans le cadre de ce que les militants palestiniens ont appelé l'opération Revenge of the Free. Le 11 mai, deux autres commandants du JIP ont été tués lors de frappes aériennes, tandis que le nombre de morts des raids précédents est passé à au moins 26. Quatre membres du FPLP ont été identifiés parmi les personnes ayant été tuées lors des frappes aériennes du 10 mai. Le 12 mai, des militants du JIP ont tiré des roquettes vers Jérusalem pour la première fois pendant le conflit. En conséquence, les pourparlers de cessez-le-feu ont été suspendus.
Le 13 mai, un travailleur palestinien a été tué et un autre blessé par des éclats de roquette dans le Néguev. Tard dans la journée, un cessez-le-feu entre Israël et le JIP a été arrangé sous les auspices du gouvernement égyptien, qui a négocié avec les deux parties. Les rapports sur les détails des conditions de cessez-le-feu sont jusqu'à présent contradictoires.

## Réactions
Ismaël Haniyeh, le chef du Hamas, a dénoncé les frappes aériennes et a déclaré : « Assassiner les dirigeants dans une opération perfide n'apportera pas la sécurité à l'occupant, mais plutôt une plus grande résistance. » Le porte-parole du Hamas, Hazem Qassem, a lancé un avertissement, affirmant qu'Israël « porte la responsabilité des répercussions de cette escalade ».
Les Nations unies ont appelé à la modération et à la reprise des pourparlers visant à parvenir à une paix durable dans le cadre des préoccupations de la communauté internationale. Les autorités israéliennes ont suspendu l'entrée et la sortie de personnes et de marchandises de Gaza par deux points de passage jusqu'à nouvel ordre.
Dans son discours, le commandant en chef du CGRI a déclaré que les « sionistes » étaient stupéfaits car ils subissaient plus de 30 attaques armées quotidiennes contre eux,.

## Assassinats de commandants
L'objectif déclaré de l'opération par les Israéliens était une campagne ciblée contre les hauts responsables du Jihad islamique à Gaza qui représentaient une menace importante pour la stabilité de la sécurité. Tout au long de l'opération, 6 hauts responsables du Jihad islamique palestinien ont été tués dans des frappes ciblées.

## Cessez-le-feu
Israël et le Jihad islamique ont convenu d'un cessez-le-feu le 13 mai 2023.